# 瀧本将生
- 滝本将生

瀧本 将生（たきもと まさき、2003年7月29日 - ）は、千葉県市川市出身のプロ野球選手（投手）。右投右打。オイシックス新潟アルビレックス・ベースボール・クラブ所属。

## 経歴

### プロ入り前
小学5年生の時にみかどファイターズで野球を始め、市川市立第五中学校ではシニアリーグの八千代中央リトルシニアで外野手としてプレー。
松戸市立松戸高等学校に入学後に投手に転向。1年秋から公式戦に登板し、2年秋の新チームからはエースとなった。2年秋の千葉県大会で木更津総合に0対7のコールド負けを喫したが、3年春の県大会初戦の松戸馬橋戦では3安打1失点14奪三振の完投勝利を挙げるなど結果を残した。3年夏の県大会は3回戦で敗退し、甲子園出場経験はない。
2021年10月11日に開催されたプロ野球ドラフト会議において福岡ソフトバンクホークスより育成選手ドラフト11位指名を受け、11月8日に支度金300万円、年俸360万円（推定）で契約合意した。背番号は152。市立松戸高校出身者がドラフト指名を受けたのは学校創立以来初となる。

### ソフトバンク時代
2022年、二軍公式戦で登板はなく、三軍戦では41試合の登板で61回を投げ、4勝3敗2セーブ、防御率4.57を記録する。
2023年、これまではリリーフでの起用だったが、5月27日の北九州下関フェニックスとの四軍戦で初先発。7月7日に行われた大分B-リングスとの四軍戦では5回無失点の好投を見せる。二軍公式戦の登板はなかったが、三軍・四軍戦では20試合の登板で65回2/3を投げ、5勝2敗2セーブ、防御率4.25で前年の成績を上回る。
2024年も二軍公式戦での登板はなく、10月7日に戦力外通告を受けた。11月14日には12球団合同トライアウトに参加した。

### オイシックス時代
12月16日にイースタン・リーグ参加球団であるオイシックス新潟アルビレックス・ベースボール・クラブへの入団が発表された。背番号は54。

## 選手としての特徴
投手としての経験は浅いが、縦スライダー、カットボール、カーブ、チェンジアップ、ツーシームと多彩な変化球を投じる。ストレートの最速は143km/h。

## 詳細情報

### 年度別投手成績
- 一軍公式戦出場なし

### 背番号
- 152（2022年[7] - 2024年）
- 54（2025年[16] - ）